# تيتولسيا
تيتولسيا (بالإنجليزية: Titulcia)‏ هي بلدية ومدينة في منطقة الحكم الذاتي وتقع في منطقة مدريد في وسط إسبانيا. تبلغ مساحة هذه المدينة 9.9 (كم²)، ويبلغ عدد سكانها 1162 نسمة حسب إحصاء سنة 2009 م.